# 1707 Chantal
1707 Chantal (1932 RL) là một tiểu hành tinh vành đai chính được phát hiện ngày 8 tháng 9 năm 1932 bởi Delporte, E. ở Uccle.